# Tubiba-Tapuia
Tubiba-Tapuia, jedna od plemenskih skupina brazilskih Indijanaca naseljenih danas na području općine Monsenhor Tabosa u državi Ceará